# Íhor Plastún
Íhor Volodímirovich Plastún, más conocido como Íhor Plastún, (Kiev, 20 de agosto de 1990) es un futbolista ucraniano que juega de defensa en el K. A. S. Eupen de la Segunda División de Bélgica. Es internacional con la selección de fútbol de Ucrania.

## Selección nacional
Con la selección de fútbol de Ucrania debutó el 16 de noviembre de 2018 en un partido de la Liga de Naciones de la UEFA 2018-19 frente a la selección de fútbol de Eslovaquia.

## Clubes
| Club                | País       | Año       |
| ------------------- | ---------- | --------- |
| F. C. Obolón Kiev   | Ucrania    | 2007-2012 |
| Karpaty Lviv        | Ucrania    | 2012-2016 |
| P. F. C. Ludogorets | Bulgaria   | 2016-2018 |
| K. A. A. Gante      | Bélgica    | 2018-2021 |
| P. F. C. Ludogorets | Bulgaria   | 2021-2024 |
| F. C. Ordabasy      | Kazajistán | 2024      |
| K. A. S. Eupen      | Bélgica    | 2025-     |

## Palmarés

### Títulos nacionales
| Título                   | Club                | País     | Año  |
| ------------------------ | ------------------- | -------- | ---- |
| Primera Liga de Bulgaria | P. F. C. Ludogorets | Bulgaria | 2017 |
| Primera Liga de Bulgaria | P. F. C. Ludogorets | Bulgaria | 2018 |
| Supercopa de Bulgaria    | P. F. C. Ludogorets | Bulgaria | 2021 |
| Primera Liga de Bulgaria | P. F. C. Ludogorets | Bulgaria | 2022 |
| Supercopa de Bulgaria    | P. F. C. Ludogorets | Bulgaria | 2022 |
| Copa de Bulgaria         | P. F. C. Ludogorets | Bulgaria | 2023 |
| Primera Liga de Bulgaria | P. F. C. Ludogorets | Bulgaria | 2023 |